# Juegos Paralímpicos de Milán-Cortina d'Ampezzo 2026
Los Juegos Paralímpicos de Milán-Cortina d'Ampezzo 2026 serán los decimocuarto Juegos Paralímpicos de Invierno, se llevará a cabo en las ciudades Milán y Cortina d'Ampezzo, Italia y es un evento deportivo internacional de deportes de invierno que será organizado por el Comité Paralímpico Internacional (IPC) a partir del 6 al 15 de marzo del 2026. 
Estos serán los terceros Juegos Paralímpicos celebrados en Italia y marcarán el 20º aniversario de los Juegos Paralímpicos de Invierno de 2006 en Turín.

## Organización

### Logotipo
El emblema oficial de los juegos se decidió a través de una votación global en línea que se abrió el 6 de marzo de 2021. Los dos emblemas de los candidatos fueron presentados en el Festival de Música de San Remo 2021 por los ex medallistas de oro olímpicos italianos Federica Pellegrini y Alberto Tomba y son apodados "Dado" y "Futura". Ambos fueron diseñados por Landor Associates. Según se informa, es la primera vez que el público decide el emblema de unos Juegos Olímpicos.
La votación se cerró el 25 de marzo de 2021, con el emblema ganador, el emblema "Futura", que fue anunciado el 30 de marzo de 2021.

### Deportes
- Biatlón (18)
- Bobsleigh (1)
- Curling en silla de ruedas (1)
- Esquí alpino (30)
- Esquí de fondo (20)
- Hockey sobre hielo (1)
- Skeleton (1)
- Snowboard (12)